# Повість про чекіста
«Повість про чекіста» (рос. «Повесть о чекисте») — український радянський художній фільм 1969 року режисерів Бориса Дурова і Степана Пучиняна. Дилогія, наступний фільм — «Сутичка» (1972).
Прототип героя повісті — радянський чекіст Микола Гефт.

## Сюжет
В кінці 1943 року на судноремонтному заводі в окупованій Одесі починає працювати інженер Крафт. Незабаром він стає головним інженером... 

## У ролях
- Лаймонас Норейка — Крафт
- Костянтин Сорокін
- Володимир Олексієнко — Олексій Степанович
- Олена Добронравова
- Михайло Козаков
- Гурген Тонунц
- Євген Тетерін
- Володимир Ємельянов
- Борис Руднєв
- Лембіт Ульфсак
- Олев Ескола — комендант Тагнер
- Хейно Мандрі
- Павло Винник
- Олена Санько
- Данило Ільченко
- Лаврентій Масоха

## Творча група
- Сценарій: Рустам Ібрагімбеков
- Режисери-постановники: Борис Дуров, Степан Пучинян
- Оператор-постановник: Альберт Осипов
- Художники-постановники: Олександра Конардова, Олег Передерій
- Композитор: Михайло Марутаєв
- Звукооператор: Ігор Скіндер
- Режисер: В. Вінников
- Оператор: Євген Козинський
- Художник по костюмах: Н. Акімова
- Художник-гример: Г. Волошин
- Гример: Людмила Друмирецька
- Режисер монтажу: Надія Яворська
- Редактор: Василь Решетников
- Асистент художника: Володимир Шинкевич
- Директори картини: Г. Коган, Ю. Батіщев